# کویپا خانکا
کویپا خانکا (به اسپانیایی: Collpa Janca) یک کوه در پرو است. کویپا خانکا ۴٬۸۰۰ متر بالاتر از سطح دریا واقع شده‌است.